# Hylopaussus
Hylopaussus is een geslacht van kevers uit de familie van de loopkevers (Carabidae). De wetenschappelijke naam van het geslacht is voor het eerst geldig gepubliceerd in 1989 door Luna de Carvalho.

## Soorten
Het geslacht Hylopaussus omvat de volgende soorten:
- Hylopaussus gracilis (Reichensperger, 1930)
- Hylopaussus sebakuanus (Peringuey, 1904)